# The End (Black Sabbath)
The End är en EP av Black Sabbath, utgiven den 20 januari 2016. The End är gruppens sista skiva.

## Låtlista
| Nr           | Titel                                                             | Längd |
| ------------ | ----------------------------------------------------------------- | ----- |
| 1.           | Season of the Dead                                                | 7:22  |
| 2.           | Cry All Night                                                     | 6:58  |
| 3.           | Take Me Home                                                      | 4:57  |
| 4.           | Isolated Man                                                      | 5:31  |
| 5.           | God Is Dead? (Live i Sydney den 27 april 2013)                    | 9:49  |
| 6.           | Under the Sun (Live i Auckland den 20 april 2013)                 | 4:36  |
| 7.           | End of the Beginning (Live i Hamilton, Ontario den 11 april 2014) | 8:09  |
| 8.           | Age of Reason (Live i Hamilton, Ontario den 11 april 2014)        | 7:46  |
| Total längd: | Total längd:                                                      | 55:08 |

## Medverkande
Black Sabbath
- Ozzy Osbourne – sång
- Tony Iommi – gitarr
- Geezer Butler – basgitarr

Övriga
- Brad Wilk – trummor (spår 1–4)
- Tommy Clufetos – trummor (spår 5–8)
- Adam Wakeman – keyboard (spår 5–8)
- Mike Exeter – mixning, mastering